# Eerste divisie 1983/84
Het seizoen 1983/84 van de Nederlandse Eerste divisie had MVV als kampioen. De club uit Maastricht promoveerde daarmee naar de Eredivisie. Ook de nummer 2 FC Twente mocht rechtstreeks promoveren. In de nacompetitie pakte NAC de laatste plek in de Eredivisie.

## Eerste divisie

### Deelnemende teams
| Club          | Plaats          | Accommodatie           | Capaciteit | Trainer                              |
| ------------- | --------------- | ---------------------- | ---------- | ------------------------------------ |
| De Graafschap | Doetinchem      | De Vijverberg          | 12.500     | Sándor Popovics                      |
| Eindhoven     | Eindhoven       | Aalsterweg             | 27.000     | Ad Versluijs                         |
| FC Den Haag   | Den Haag        | Zuiderparkstadion      | 11.000     | Rob Baan                             |
| FC Twente     | Enschede        | Het Diekman            | 18.000     | Fritz Korbach                        |
| FC VVV        | Venlo           | De Koel                | 20.000     | Sef Vergoossen                       |
| FC Wageningen | Wageningen      | De Wageningse Berg     | 16.000     | Hans Boersma Jan van Eijck           |
| Heracles '74  | Almelo          | Bornsestraat           | 20.000     | Gerard Somer                         |
| MVV           | Maastricht      | De Geusselt            | 18.000     | Clemens Westerhof                    |
| NAC           | Breda           | Beatrixstraat          | 12.000     | Henk de Jonge Dick Buitelaar (a.i.)  |
| N.E.C.        | Nijmegen        | Goffertstadion         | 29.000     | Pim van de Meent                     |
| RBC           | Roosendaal      | De Luiten              | 5.900      | Tiny van Vught Hennie Hollink (a.i.) |
| SC Cambuur    | Leeuwarden      | Cambuurstadion         | 16.000     | Theo Verlangen                       |
| sc Heerenveen | Heerenveen      | Gemeentelijk Sportpark | 15.000     | Henk van Brussel                     |
| SC Veendam    | Veendam         | De Langeleegte         | 13.000     | Nol de Ruiter                        |
| SVV           | Schiedam        | Harga                  | 10.000     | Huib Ruijgrok                        |
| Telstar       | Velsen-IJmuiden | Schoonenberg           | 18.000     | Fred André                           |
| Vitesse       | Arnhem          | Nieuw-Monnikenhuize    | 18.000     | Leen Looijen Henk Hofstee (a.i.)     |

### Eindstand
| pos | club            | gs | w  | g  | v  | pnt | dv | dt | ds  |
| --- | --------------- | -- | -- | -- | -- | --- | -- | -- | --- |
| 1.  | MVV             | 32 | 19 | 10 | 3  | 48  | 72 | 37 | 35  |
| 2.  | FC Twente       | 32 | 21 | 5  | 6  | 47  | 82 | 41 | 41  |
| 3.  | NAC             | 32 | 18 | 5  | 9  | 41  | 72 | 49 | 23  |
| 4.  | SC Cambuur      | 32 | 13 | 12 | 7  | 38  | 50 | 37 | 13  |
| 5.  | Telstar         | 32 | 14 | 9  | 9  | 37  | 53 | 43 | 10  |
| 6.  | De Graafschap   | 32 | 13 | 10 | 9  | 36  | 55 | 47 | 8   |
| 7.  | FC Den Haag     | 32 | 15 | 5  | 12 | 35  | 49 | 39 | 10  |
| 8.  | FC Wageningen   | 32 | 11 | 13 | 8  | 35  | 42 | 46 | -4  |
| 9.  | N.E.C.          | 32 | 14 | 5  | 13 | 33  | 47 | 44 | 3   |
| 10. | FC VVV          | 32 | 14 | 4  | 14 | 32  | 54 | 53 | 1   |
| 11. | Vitesse         | 32 | 12 | 8  | 12 | 32  | 51 | 55 | -4  |
| 12. | SC Heracles '74 | 32 | 10 | 10 | 12 | 30  | 48 | 49 | -1  |
| 13. | sc Heerenveen   | 32 | 8  | 9  | 15 | 25  | 46 | 63 | -17 |
| 14. | RBC             | 32 | 7  | 7  | 18 | 21  | 45 | 61 | -16 |
| 15. | Eindhoven       | 32 | 8  | 5  | 19 | 21  | 52 | 82 | -30 |
| 16. | SC Veendam      | 32 | 5  | 9  | 18 | 19  | 43 | 78 | -35 |
| 17. | SVV             | 32 | 3  | 8  | 21 | 14  | 36 | 73 | -37 |

#### Legenda
| Kleur | Kwalificatie voor                             |
| ----- | --------------------------------------------- |
|       | Promotie naar de Eredivisie                   |
|       | Nacompetitie voor promotie naar de Eredivisie |

### Uitslagen
|                 | CAM   | EVV   | GRA   | DHA   | HEE   | HER   | MVV   | NAC   | NEC   | RBC   | SVV   | TEL   | TWE   | VEE    | VIT   | VVV   | WAG   |
| --------------- | ----- | ----- | ----- | ----- | ----- | ----- | ----- | ----- | ----- | ----- | ----- | ----- | ----- | ------ | ----- | ----- | ----- |
| SC Cambuur      |       | 3 – 1 | 1 – 1 | 1 – 2 | 2 – 0 | 1 – 1 | 1 – 1 | 0 – 0 | 1 – 1 | 2 – 0 | 4 – 2 | 2 – 3 | 1 – 1 | 3 – 2  | 1 – 1 | 3 – 3 | 1 – 0 |
| Eindhoven       | 0 – 0 |       | 0 – 5 | 2 – 5 | 2 – 2 | 2 – 0 | 1 – 3 | 6 – 4 | 0 – 2 | 0 – 2 | 4 – 1 | 3 – 1 | 1 – 3 | 3 – 2  | 3 – 1 | 4 – 1 | 4 – 3 |
| De Graafschap   | 3 – 0 | 2 – 1 |       | 2 – 1 | 0 – 0 | 2 – 1 | 2 – 2 | 6 – 2 | 0 – 2 | 2 – 1 | 1 – 0 | 0 – 1 | 0 – 2 | 2 – 2  | 1 – 1 | 0 – 1 | 1 – 1 |
| FC Den Haag     | 0 – 1 | 4 – 0 | 1 – 3 |       | 0 – 3 | 3 – 0 | 0 – 0 | 0 – 1 | 3 – 1 | 2 – 1 | 1 – 0 | 2 – 1 | 2 – 4 | 2 – 0  | 1 – 0 | 0 – 1 | 0 – 1 |
| sc Heerenveen   | 2 – 4 | 3 – 0 | 2 – 3 | 1 – 1 |       | 0 – 2 | 0 – 0 | 0 – 4 | 1 – 3 | 2 – 1 | 1 – 1 | 1 – 0 | 0 – 3 | 3 – 3  | 6 – 3 | 2 – 1 | 2 – 2 |
| SC Heracles '74 | 0 – 0 | 2 – 2 | 2 – 3 | 2 – 2 | 1 – 0 |       | 0 – 0 | 4 – 1 | 5 – 2 | 6 – 1 | 1 – 1 | 1 – 5 | 1 – 2 | 0 – 0  | 3 – 2 | 2 – 0 | 2 – 1 |
| MVV             | 1 – 1 | 3 – 2 | 2 – 2 | 1 – 0 | 3 – 2 | 3 – 1 |       | 1 – 4 | 4 – 1 | 3 – 2 | 4 – 1 | 1 – 1 | 2 – 1 | 1 – 0  | 0 – 1 | 4 – 1 | 6 – 0 |
| NAC             | 3 – 1 | 4 – 2 | 3 – 2 | 1 – 0 | 1 – 0 | 2 – 1 | 4 – 4 |       | 2 – 0 | 2 – 1 | 5 – 2 | 2 – 3 | 3 – 0 | 10 - 1 | 2 – 1 | 0 – 0 | 4 – 1 |
| N.E.C.          | 1 – 3 | 2 – 1 | 0 – 1 | 1 – 2 | 3 – 1 | 2 – 0 | 0 – 1 | 2 – 0 |       | 1 – 0 | 2 – 1 | 1 – 0 | 5 – 2 | 2 – 2  | 2 – 0 | 1 – 2 | 0 – 0 |
| RBC             | 0 – 2 | 4 – 1 | 5 – 2 | 4 – 1 | 2 – 2 | 1 – 1 | 0 – 2 | 3 – 0 | 1 – 1 |       | 2 – 1 | 2 – 2 | 0 – 2 | 3 – 0  | 0 – 0 | 1 – 1 | 1 – 3 |
| SVV             | 0 – 3 | 3 – 1 | 3 – 1 | 1 – 3 | 0 – 2 | 0 – 3 | 2 – 5 | 1 – 1 | 0 – 2 | 1 – 1 |       | 1 – 2 | 0 – 1 | 0 – 3  | 1 – 1 | 3 – 2 | 0 – 1 |
| Telstar         | 1 – 0 | 1 – 0 | 1 – 1 | 1 – 3 | 5 – 1 | 1 – 1 | 1 – 1 | 0 – 1 | 3 – 2 | 2 – 1 | 4 – 1 |       | 0 – 2 | 1 – 1  | 2 – 1 | 2 – 0 | 1 – 1 |
| FC Twente       | 3 – 2 | 7 – 1 | 2 – 2 | 2 – 0 | 2 – 1 | 1 – 1 | 1 – 2 | 2 – 1 | 3 – 1 | 3 – 1 | 1 – 1 | 3 – 4 |       | 5 – 0  | 5 – 0 | 2 – 1 | 7 – 0 |
| SC Veendam      | 2 – 3 | 1 – 1 | 1 – 2 | 0 – 4 | 1 – 2 | 1 – 2 | 2 – 3 | 1 – 1 | 0 – 2 | 3 – 2 | 2 – 2 | 2 – 1 | 2 – 4 |        | 1 – 1 | 3 – 2 | 0 – 5 |
| Vitesse         | 1 – 1 | 5 – 3 | 2 – 0 | 1 – 1 | 4 – 2 | 2 – 1 | 1 – 4 | 0 – 2 | 3 – 1 | 3 – 1 | 5 – 3 | 3 – 1 | 1 – 3 | 3 – 2  |       | 1 – 0 | 3 – 0 |
| FC VVV          | 0 – 2 | 3 – 1 | 3 – 2 | 1 – 2 | 5 – 1 | 3 – 1 | 1 – 5 | 2 – 1 | 2 – 1 | 3 – 1 | 2 – 1 | 1 – 1 | 4 – 2 | 1 – 2  | 2 – 0 |       | 4 – 0 |
| FC Wageningen   | 1 – 0 | 0 – 0 | 1 – 1 | 1 – 1 | 1 – 1 | 3 – 0 | 1 – 0 | 2 – 1 | 0 – 0 | 5 – 0 | 2 – 2 | 1 – 1 | 1 – 1 | 2 – 1  | 0 – 0 | 2 – 1 |       |

## Topscorers
| #  | Naam               | Club               | Goal |
| -- | ------------------ | ------------------ | ---- |
| 1. | Remco Boere        | Vitesse            | 27   |
| 2. | John Linford       | FC Den Haag/DS '79 | 25   |
| 3. | Billy Ashcroft     | FC Twente          | 21   |
| 4. | Henny Meijer       | Telstar            | 19   |
| 5. | Bert van Marwijk   | MVV                | 15   |
|    | Dick Nanninga      | MVV                | 15   |
|    | Guus van der Borgt | NAC                | 15   |
| 8. | John Leeuwerik     | De Graafschap      | 14   |
| 9. | Bert van de Pol    | FC Wageningen      | 13   |
|    | Ype Anema          | SC Cambuur         | 13   |

## Nacompetitie

### Eindstand
| pos | club          | gs | w | g | v | pnt | dv | dt | ds |
| --- | ------------- | -- | - | - | - | --- | -- | -- | -- |
| 1.  | NAC           | 6  | 4 | 2 | 0 | 10  | 12 | 3  | 9  |
| 2.  | FC VVV        | 6  | 3 | 1 | 2 | 7   | 12 | 7  | 5  |
| 3.  | De Graafschap | 6  | 0 | 4 | 2 | 4   | 6  | 12 | -6 |
| 4.  | N.E.C.        | 6  | 1 | 1 | 4 | 3   | 8  | 16 | -8 |

### Legenda
| Kleur | Kwalificatie voor           |
| ----- | --------------------------- |
|       | Promotie naar de Eredivisie |

### Uitslagen
|               | GRA   | NAC   | NEC   | VVV   |
| ------------- | ----- | ----- | ----- | ----- |
| De Graafschap |       | 1 – 1 | 4 – 4 | 0 – 0 |
| NAC           | 1 – 1 |       | 3 – 1 | 5 – 0 |
| N.E.C.        | 2 – 0 | 0 – 1 |       | 0 – 4 |
| FC VVV        | 4 – 0 | 0 – 1 | 4 – 1 |       |

SC Cambuur ·
Eindhoven ·
De Graafschap ·
FC Den Haag ·
sc Heerenveen ·
Heracles '74 ·
MVV ·
NAC ·
N.E.C. ·
RBC ·
SVV ·
Telstar ·
FC Twente ·
SC Veendam ·
Vitesse ·
FC VVV ·
FC Wageningen
Eerste klasse

1955/56

Eerste divisie

1956/57 · 1957/58 · 1958/59 · 1959/60 · 1960/61 · 1961/62 · 1962/63 · 1963/64 · 1964/65 · 1965/66 · 1966/67 · 1967/68 · 1968/69 · 1969/70 · 1970/71 · 1971/72 · 1972/73 · 1973/74 · 1974/75 · 1975/76 · 1976/77 · 1977/78 · 1978/79 · 1979/80 · 1980/81 · 1981/82 · 1982/83 · 1983/84 · 1984/85 · 1985/86 · 1986/87 · 1987/88 · 1988/89 · 1989/90 · 1990/91 · 1991/92 · 1992/93 · 1993/94 · 1994/95 · 1995/96 · 1996/97 · 1997/98 · 1998/99 · 1999/00 · 2000/01 · 2001/02 · 2002/03 · 2003/04 · 2004/05 · 2005/06 · 2006/07 · 2007/08 · 2008/09 · 2009/10 · 2010/11 · 2011/12 · 2012/13 · 2013/14 · 2014/15 · 2015/16 · 2016/17 · 2017/18 · 2018/19 · 2019/20 · 2020/21 · 2021/22 · 2022/23 · 2023/24 · 2024/25

Eredivisie · Eerste divisie · Johan Cruijff Schaal · KNVB Beker · Play-offs